# Daldräll
Daldräll är en förenklad dräll, bestående av tuskaftsbotten och mönstertrådar över vissa ytor.
Denna vävteknik kan, trots sin komplicerade mönsterbild vävas på fyra skaft. Om man har tillgång till sex trampor så slipper man dock dubbeltrampning för inslaget av bottenbindningen (tuskaft) som binder mönstertråden.
Daldrällen har givit upphov till många bygders egna komponerade mönster inom ramen för teknikens möjligheter. Variationsgraden är lika stor som i många andra vävtekniker men daldrällen kan anses som särdeles populär att skapa lokala mönster av. Leksandskrus och Doroteadräll är två av dem.

## Bilder
|  |  |  |  |